# أسا بيلكناب فوستر
أسا بيلكناب فوستر هو سياسي أمريكي وكندي، ولد في 21 أبريل 1817 في نيوفان في الولايات المتحدة، وتوفي في 1 نوفمبر 1877 في مونتريال في كندا. نشط حزبياً في حزب كندا المحافظ. وقد انتخب عضو مجلس الشيوخ الكندي ‏.